# Isochromodes maculosata
Isochromodes maculosata är en fjärilsart som beskrevs av W. Warren 1904. Isochromodes maculosata ingår i släktet Isochromodes och familjen mätare. Inga underarter finns listade i Catalogue of Life.